# Xianmahe Shuiku
Xianmahe Shuiku (kinesiska: 苋麻河水库) är en reservoar i Kina. Den ligger i den autonoma regionen Ningxia, i den nordvästra delen av landet, omkring 230 kilometer söder om regionhuvudstaden Yinchuan. Trakten runt Xianmahe Shuiku består i huvudsak av gräsmarker.
Genomsnittlig årsnederbörd är 614 millimeter. Den regnigaste månaden är september, med i genomsnitt 140 mm nederbörd, och den torraste är december, med 1 mm nederbörd.